# The Preacher's Wife: Original Soundtrack Album
The Preacher's Wife: Original Soundtrack Album là album nhạc phim của bộ phim năm 1996 cùng tên, phát hành ngày 26 tháng 11 năm 1996 bởi Arista Records và BMG Entertainment. Album bao gồm những bản nhạc được thể hiện bởi ca sĩ người Mỹ Whitney Houston, người thủ vai chính trong phim. Houston nhận được 10 triệu đô la cho vai diễn, giúp cô trở thành một trong những nữ diễn viên được trả thù cao cao nhất ở Hollywood vào thời điểm đó và là nữ diễn viên người Mỹ gốc Phi có thu nhập cao nhất. Đây là một bản thu âm nhạc phúc âm kết hợp với những ảnh hưởng của soul và R&B, trong đó Houston đồng sản xuất chín bản nhạc với Mervyn Warren, bên cạnh sáu bản nhạc phúc âm được thu âm với dàn hợp xướng Georgia Mass Choir. Nữ ca sĩ thu âm một bản song ca với Shirley Caesar và nhạc phim cũng có sự góp giọng của mẹ cô Cissy Houston.
Sau khi phát hành, The Preacher's Wife nhận được những phản ứng đa phần là tích cực từ các nhà phê bình âm nhạc, những người đánh giá cao chất giọng của Houston và việc kết hợp dàn đồng ca, nhưng vấp phải ý kiến trái chiều về quá trình sản xuất. Tuy nhiên, album giúp nữ ca sĩ nhận được đề cử tại giải thưởng Âm nhạc Mỹ năm 1998 cho Nhạc phim được yêu thích và giải Grammy cho Album R&B xuất sắc nhất tại lễ trao giải thường niên lần thứ 40. The Preacher's Wife gặt hái nhiều thành công về mặt thương mại khi lọt vào top 20 ở nhiều quốc gia, và đạt vị trí thứ ba trên bảng xếp hạng Billboard 200 tại Hoa Kỳ, trở thành album thứ năm của Houston vươn đến top 5 tại đây. The Preacher's Wife cũng trải qua 26 tuần đứng đầu bảng xếp hạng Billboard Top Gospel Albums, và là album nhạc phúc âm đầu tiên của một nghệ sĩ nữ ra mắt ở vị trí số một.
Bảy đĩa đơn đã được phát hành từ The Preacher's Wife. Đĩa đơn mở đường "I Believe in You and Me" đạt vị trí thứ tư trên bảng xếp hạng Billboard Hot 100, và được đề cử giải Grammy cho Trình diễn giọng R&B nữ xuất sắc nhất tại giải Grammy lần thứ 40. Đĩa đơn tiếp theo "Step by Step" cũng đạt thành công lớn, lọt vào top 20 tại hơn 45 quốc gia, trong khi "My Heart Is Calling" chỉ xuất hiện trên bảng xếp hạng tại Hoa Kỳ. Để quảng bá album, Houston xuất hiện và trình diễn trên nhiều chương trình truyền hình và lễ trao giải lớn, như The Rosie O'Donnell Show, Saturday Night Live và The National Lottery Show. Ngoài ra, cô cũng thực hiện chuyến lưu diễn ngắn hạn Pacific Rim Tour với một loạt đêm diễn khắp Châu Á, Úc và Bắc Mỹ. Tính đến nay, The Preacher's Wife đã bán được hơn sáu triệu bản trên toàn thế giới, trở thành album nhạc phúc âm bán chạy nhất mọi thời đại.

## Danh sách bài hát
Tất cả bài hát đều được sản xuất bởi Houston và Mervyn Warren, ngoại trừ một số ghi chú.
| STT | Nhan đề | Sáng tác                           | Sản xuất                     | Thời lượng |
| --- | --- | ---------------------------------- | ---------------------------- | ---------- |
| 1.  | "I Believe in You and Me" (bản phim)                                                                           | David Wolfert Sandy Linzer         |                              | 4:01       |
| 2.  | "Step by Step"                                                                                                 | Annie Lennox                       | Stephen Lipson               | 4:12       |
| 3.  | "Joy" (với Georgia Mass Choir)                                                                                 | Kirk Franklin                      |                              | 3:16       |
| 4.  | "Hold On, Help Is on the Way" (với Georgia Mass Choir)                                                         | Rev. Kenneth Paden                 |                              | 3:09       |
| 5.  | "I Go to the Rock" (với Georgia Mass Choir)                                                                    | Dottie Rambo                       |                              | 4:05       |
| 6.  | "I Love the Lord" (với Georgia Mass Choir)                                                                     | Richard Smallwood                  |                              | 4:57       |
| 7.  | "Somebody Bigger Than You and I" (hợp tác với Bobby Brown, Faith Evans, Johnny Gill, Monica và Ralph Tresvant) | Johnny Lange Hy Heath Sonny Burke  | Whitney Houston Rickey Minor | 4:42       |
| 8.  | "You Were Loved"                                                                                               | Diane Warren                       | Babyface                     | 4:13       |
| 9.  | "My Heart Is Calling"                                                                                          | Babyface                           | Babyface                     | 4:14       |
| 10. | "I Believe in You and Me" (bản đĩa đơn)                                                                        | David Wolfert Sandy Linzer         | David Foster                 | 3:52       |
| 11. | "Step by Step" (phối lại)                                                                                      | Annie Lennox                       | phối lại bởi Teddy Riley     | 4:34       |
| 12. | "Who Would Imagine a King"                                                                                     | Mervyn Warren Hallerin Hilton Hill |                              | 3:31       |
| 13. | "He's All Over Me" (với Shirley Caesar và Georgia Mass Choir)                                                  | Alvin Darling                      |                              | 3:53       |
| 14. | "The Lord Is My Shepherd" (thể hiện bởi Cissy Houston với Hezekiah Walker & The Love Fellowship Crusade Choir) | Truyền thống                       |                              | 4:24       |
| 15. | "Joy to the World" (với Georgia Mass Choir)                                                                    | Isaac Watts                        |                              | 4:41       |

## Xếp hạng
| Bảng xếp hạng (1996–1997)                | Vị trí cao nhất |
| ---------------------------------------- | --------------- |
| Album Úc (ARIA)                          | 34              |
| Album Áo (Ö3 Austria)                    | 8               |
| Album Bỉ (Ultratop Vlaanderen)           | 34              |
| Album Bỉ (Ultratop Wallonie)             | 45              |
| Canada Top Albums/CDs (RPM)              | 29              |
| Album Hà Lan (Album Top 100)             | 17              |
| Album Châu Âu (Music & Media)            | 17              |
| Album Pháp (SNEP)                        | 28              |
| Album Đức (Offizielle Top 100)           | 9               |
| Album Hungaria (MAHASZ)                  | 11              |
| Album Ý (Musica e dischi)                | 22              |
| Album Nhật Bản (Oricon)                  | 24              |
| Album Na Uy (VG-lista)                   | 39              |
| Album Scotland (OCC)                     | 50              |
| Album Thụy Điển (Sverigetopplistan)      | 16              |
| Album Thụy Sĩ (Schweizer Hitparade)      | 11              |
| Album Anh Quốc (OCC)                     | 35              |
| Album Anh Quốc R&B (OCC)                 | 3               |
| Album Hoa Kỳ Billboard 200               | 3               |
| Album Hoa Kỳ Top R&B/Hip-Hop (Billboard) | 1               |
| Album Hoa Kỳ Top Gospel (Billboard)      | 1               |

| Bảng xếp hạng (1996)                     | Vị trí |
| ---------------------------------------- | ------ |
| Album Thụy Điển (Sverigetopplistan)      | 78     |
| Bảng xếp hạng (1997)                     | Vị trí |
| Album Áo (Ö3 Austria)                    | 49     |
| Album Châu Âu (Music & Media)            | 85     |
| Album Đức (Offizielle Top 100)           | 73     |
| Hoa Kỳ Billboard 200                     | 17     |
| Hoa Kỳ Top Gospel Albums (Billboard)     | 1      |
| Hoa Kỳ Top R&B Albums (Billboard)        | 17     |
| Hoa Kỳ Top Soundtrack Albums (Billboard) | 3      |
| Bảng xếp hạng (1998)                     | Vị trí |
| Hoa Kỳ Top Gospel Albums (Billboard)     | 10     |
| Bảng xếp hạng (2017)                     | Vị trí |
| Hoa Kỳ Top Gospel Albums (Billboard)     | 35     |
| Bảng xếp hạng (2018)                     | Vị trí |
| Hoa Kỳ Top Gospel Albums (Billboard)     | 35     |
| Bảng xếp hạng (2021)                     | Vị trí |
| Hoa Kỳ Top Gospel Albums (Billboard)     | 41     |
| Bảng xếp hạng (2023)                     | Vị trí |
| Hoa Kỳ Top Gospel Albums (Billboard)     | 49     |

## Chứng nhận
| Quốc gia                                                                           | Chứng nhận  | Số đơn vị/doanh số chứng nhận |
| ---------------------------------------------------------------------------------- | ----------- | ----------------------------- |
| Úc (ARIA)                                                                          | Vàng        | 35.000^                       |
| Canada (Music Canada)                                                              | Bạch kim    | 100.000^                      |
| Hồng Kông (IFPI Hồng Kông)                                                         | Bạch kim    | 20.000*                       |
| Ý (FIMI)                                                                           | Vàng        | 50.000*                       |
| Nhật Bản (RIAJ)                                                                    | 2× Bạch kim | 400.000^                      |
| Tây Ban Nha (PROMUSICAE)                                                           | Vàng        | 50.000^                       |
| Thụy Điển (GLF)                                                                    | Vàng        | 40.000^                       |
| Thụy Sĩ (IFPI)                                                                     | Vàng        | 25.000^                       |
| Anh Quốc (BPI)                                                                     | Bạc         | 60.000^                       |
| Hoa Kỳ (RIAA)                                                                      | 3× Bạch kim | 2,471,000                     |
| Tổng hợp                                                                           |             |                               |
| Châu Âu (IFPI)                                                                     | Bạch kim    | 1.000.000*                    |
| Toàn cầu                                                                           | —           | 6,000,000                     |
| * Chứng nhận dựa theo doanh số tiêu thụ. ^ Chứng nhận dựa theo doanh số nhập hàng. |             |                               |